# Juillet 1942
Cette page présente les faits marquants du mois de juillet 1942.
Les événements concernant la Seconde Guerre mondiale sont détaillés dans l'article Juillet 1942 (Seconde Guerre mondiale).

## Événements
- Établissement de la base des Forces canadiennes Bagotville.
- Légalisation du Parti communiste d'Inde (CPI). Il prend le contrôle des syndicats (kisan sabha) étudiants et ouvriers pendant que les chefs du Congrès sont en prison.
- Un nouveau corps expéditionnaire italien de 200 000 hommes arrive sur le front russe. Il subira de lourdes pertes.
- Les autorités allemandes font fermer à Paris une exposition Kandinsky, qui après avoir quitté l’Allemagne nazie, doit se réfugier dans les Pyrénées.

- 1er juillet :
  - La première bataille d'El Alamein commence.
  - Un accord est signé entre les États-Unis et le gouvernement polonais en exil par lequel les États-Unis s’engagent à soutenir financièrement l’effort de guerre polonais.
  - Chute de Sébastopol au terme de plusieurs offensives lancées par les Allemands depuis le printemps.

- 2 juillet, France : accords Bousquet - Oberg de collaboration policière.

- 3 juillet : Guadalcanal tombe aux mains des Japonais.

- 5 juillet : les Allemands atteignent le Don. Les soviétiques battent en retraite.
- 13 juillet : La France Libre devient la France Combattante.
- 8 juillet (Costa Rica) : José Figueres Ferrer adresse au président Calderón lors d’un discours radiodiffusé de violentes critiques sur sa politiques sociale et sur sa soumission aux États-Unis. Le discours est interrompu par la censure et Figueres doit s’exiler au Mexique, ce qui en fait un martyr. Durant son exil, il rencontre de nombreux réfugiés d’Amérique centrale et des Caraïbes et fonde un projet de libérations des pays sous régime dictatoriaux.

- 9 juillet : à El-Alamein, les forces britanniques parviennent à arrêter l’avancée allemande en Égypte.
- 13 juillet: 5,000 Juifs du ghetto de Rovno sont abattus à bout portant dans une forêt près de la ville.

- 14 juillet : la Quit India Resolution demande aux Britanniques de remettre immédiatement aux Indiens le gouvernement de leur pays.

- 15 juillet (Pays-Bas) : départ du premier convoi de Juifs vers le camp de concentration d’Auschwitz.

- 16 juillet : rafle du vélodrome d'hiver à Paris, plus importante rafle de Juifs en France. Près de 13 000 personnes sont arrêtées avant d'être déportées vers les camps d'extermination nazis.

- 17 juillet :
  - Début de la bataille de Stalingrad, opposant les nazis aux soviétiques.

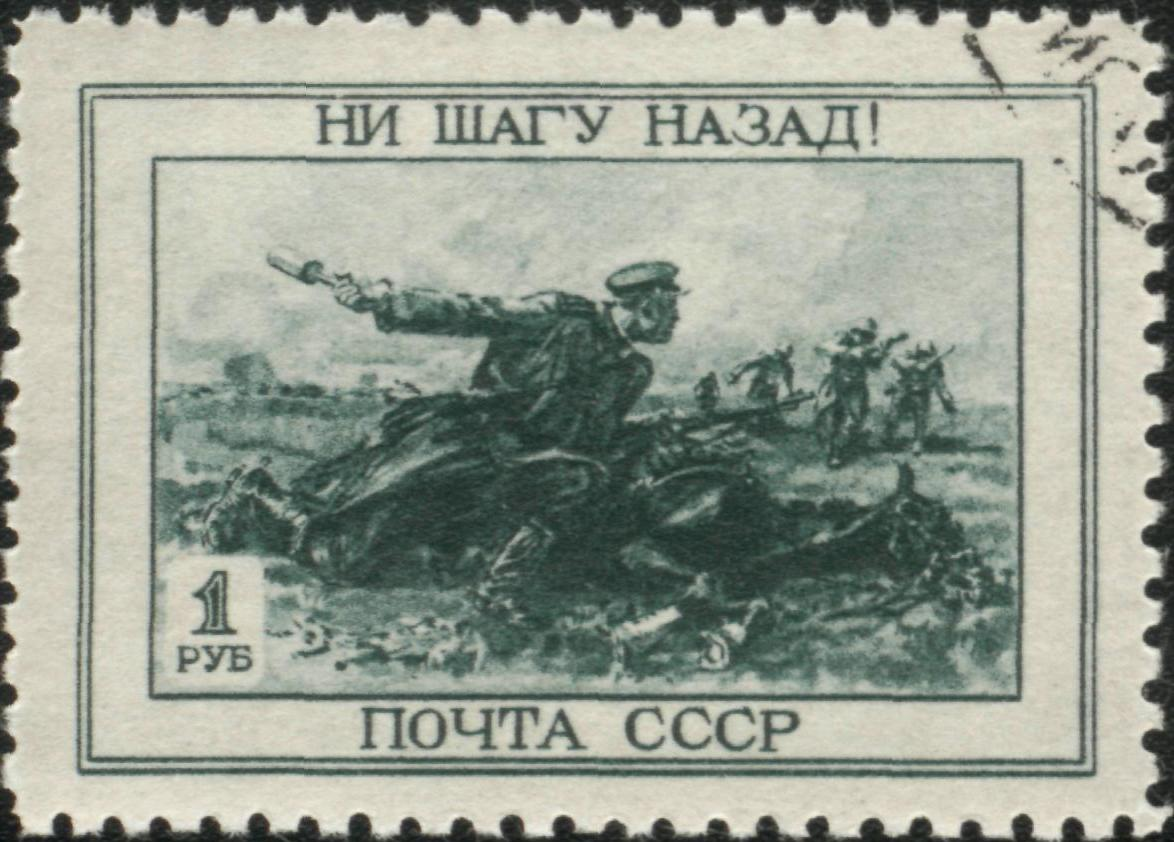
Timbre de poste soviétique sur lequel est inscrit la célèbre phrase « Pas un pas en arrière ! ».

  - Départ du 6e convoi de déportation des Juifs de France, de Pithiviers vers Auschwitz : 928 déportés, 80 survivants à la Libération.
  - Création de Cortès consultatives en Espagne.

- 18 juillet : premier vol du chasseur à réaction allemand Messerschmitt Me 262 équipé de moteurs Junkers Jumo 004.

- 19 juillet :
  - Himmler donne l’ordre d’exécuter l’opération Reinhard : déportation massive des Juifs polonais du Gouvernement Général vers les camps d'extermination.
  - Départ du 7e convoi de déportation des Juifs de France, du camp de Drancy vers Auschwitz : 999 déportés, 16 survivants à la Libération.
  - France : rafle manquée de Nancy.

- 20 juillet :
  - Départ du 8e convoi de déportation des Juifs de France, d'Angers vers Auschwitz : 824 déportés, dont 430 femmes. 14 survivants à la Libération.
  - Manifestations anticolonialistes à Phnom Penh, Cambodge, plus connue sous le nom de révolte des ombrelles.

- 21 juillet : les Japonais envahissent la Nouvelle-Guinée et arrivent à 56 km de Port Moresby. Ils occupent une partie du pays jusqu’à ce qu’une contre-attaque des États-Unis et de l’Australie ne les chasse à la fin de l’année.

- 22 juillet :
  - Début de la liquidation du ghetto de Varsovie : la première campagne d’extermination des Juifs fait environ 300 000 victimes parmi les Juifs déportés de Varsovie, presque tous sont assassinés à Treblinka.
  - Départ du 9e convoi de déportation des Juifs de France, du camp de Drancy vers Auschwitz : 996 déportés, 5 survivants à la Libération.

- 23 juillet : 
  - France : Laval accepte de livrer à l’Allemagne les milliers de Juifs étrangers réfugiés en zone libre, à condition que les Juifs français de zone occupée soient déportés seulement si les « quotas » fixés par l’Allemagne ne sont pas atteints.
  - Le 1er convoi de déportés arrive au camp d'extermination de Treblinka.

- 24 juillet : départ du 10e convoi de déportation des Juifs de France, du camp de Drancy vers Auschwitz : 1000 déportés, 4 survivants à la Libération.

- 26 juillet : le général Władysław Anders reçoit l’autorisation de Moscou d’évacuer les troupes polonaises se trouvant encore en Union soviétique.

- 27 juillet :
  - Fin de la première bataille de El Alamein.
  - Départ du 11e convoi de déportation des Juifs de France, du camp de Drancy vers Auschwitz : 1000 déportés, 12 survivants à la Libération.

- 28 juillet : l'Ordre n°227 du 28 juillet 1942 signé par Joseph Staline agissant en tant que Commissaire du Peuple à la Défense, visait à interdire toute retraite sur le champ de bataille.

- 29 juillet : départ du 12e convoi de déportation des Juifs de France, du camp de Drancy vers Auschwitz : 1001 déportés, 5 survivants à la Libération.

- 30 juillet : dernier enregistrement de Frank Sinatra avec l'orchestre de Tommy Dorsey.

- 31 juillet : départ du 13e convoi de déportation des Juifs de France, de Pithiviers vers Auschwitz : 1000 déportés, 4 survivants à la Libération.

## Naissances
- 1er juillet :
  - Ezzat Ibrahim Al-Duri, haute autorité politique irakienne sous le régime de Saddam Hussein († 26 octobre 2020).
  - Geneviève Bujold, actrice canadienne.

- 2 juillet : Vicente Fox, président du Mexique.

- 3 juillet : 
  - Eddy Mitchell (né Claude Moine), chanteur, acteur, (présentateur télé) français.
  - Dr. Lonnie Smith, Chanteur et musicien de jazz américain († 28 septembre 2021).

- 4 juillet : Stefan Meller, historien et homme politique polonais.

- 5 juillet : Gianfranco Ghirlanda, cardinal italien de la Curie romaine.

- 9 juillet : Richard Roundtree, acteur américain († 24 octobre 2023).

- 10 juillet : 
  - Ronnie James Dio, chanteur et auteur-compositeur de heavy metal, ayant fait partie de plusieurs groupes dont Rainbow, Black Sabbath et Dio († 16 mai 2010).
  - Sixto Rodriguez, auteur-compositeur-interprète, musicien de rock et folk américain († 8 août 2023).

- 11 juillet : Tomasz Stańko, trompettiste de jazz polonais.

- 13 juillet : Harrison Ford, acteur américain.

- 16 juillet : Frank Field, politicien britannique († avril 2024).

- 18 juillet : Adolf Ogi, homme politique suisse

- 20 juillet : Yves Mourousi, journaliste de télévision français († 7 avril 1998).

- 22 juillet :
  - Toyohiro Akiyama, premier spationaute japonais.
  - Laila Freivalds, femme politique suédoise, ancien ministre de Suède.
  - Anita Neville, femme politique provenant du Manitoba.

- 23 juillet : Fredi, chanteur, acteur et présentateur de télévision finnois († 24 avril 2021).

- 27 juillet : Édith Butler, chanteuse.

- 28 juillet : 
  - Neilia Hunter, première épouse de Joe Biden († 18 décembre 1972).
  - Kaari Utrio, écrivaine et historienne finlandaise.

- 31 juillet : Modibo Keïta, personnalité politique malien († 2 janvier 2021).

## Décès
- 9 juillet : Camille, Georges Ruff, résistant français (°27 juillet 1898).